# Kordkuy (Verwaltungsbezirk)
Kordkuy (persisch شهرستان کردکوی) ist ein Schahrestan in der Provinz Golestan im Iran. Er enthält die Stadt Kordkuy, welche die Hauptstadt des Verwaltungsbezirks ist.

## Kreise
- Zentral (بخش مرکزی)

## Demografie
Bei der Volkszählung 2016 betrug die Einwohnerzahl des Schahrestan 71.270. Die Alphabetisierung lag bei 85 Prozent der Bevölkerung. Knapp 56 Prozent der Bevölkerung lebten in urbanen Regionen.
| Zensusjahr | Einwohnerzahl |
| ---------- | ------------- |
| 2011       | 70.244        |
| 2016       | 71.270        |